# Sziemreap
Sziemreap (angolul: Siem Reap, khmer írással: ក្រុងសៀមរាប, kiejtve: [siəm riəp]) egy város Kambodzsában, az azonos nevű tartomány székhelye. 
A város Angkor világhírű romterülete mellett fekszik, az ország északnyugati részén, a Szap-tó (Tonle Sap, az ország legnagyobb tava) északi szélétől 10–15 km-re északra. 
Állandó lakossága 174 000 fő volt 2008-ban. Főszezonban a turistákkal együtt a lakosság megsokszorozódik.
A település a múltban a rizstermesztésből és a halászatból élt, manapság a gazdasága elsősorban a turizmusra épül, az Angkort látogató turisták kiszolgálására, szállodákkal, vendégházakkal, éttermekkel, üzletekkel, bárokkal, utazási irodákkal tele. Egy gyorsan növekvő, virágzó város, egy szegény országban. Angkor Wat mintegy 6 km-re fekszik a várostól. Sziemreap közelében nemzetközi forgalmú repülőtér működik.

## Éghajlat
Éghajlata trópusi monszun, az esős évszak májustól novemberig tart.
| Hónap                          | Jan. | Feb. | Már. | Ápr. | Máj. | Jún. | Júl. | Aug. | Szep. | Okt. | Nov. | Dec. | Év   |
| ------------------------------ | ---- | ---- | ---- | ---- | ---- | ---- | ---- | ---- | ----- | ---- | ---- | ---- | ---- |
| Rekord max. hőmérséklet (°C)   | 35,0 | 36,7 | 38,9 | 39,4 | 40,6 | 38,9 | 35,6 | 35,0 | 34,4  | 33,9 | 34,4 | 34,4 | 40,6 |
| Átlagos max. hőmérséklet (°C)  | 31,7 | 33,5 | 34,9 | 35,8 | 34,8 | 33,6 | 32,9 | 32,4 | 31,7  | 31,5 | 31,2 | 30,6 | 32,9 |
| Átlagos min. hőmérséklet (°C)  | 20,4 | 22,4 | 24,1 | 25,4 | 25,4 | 25,1 | 24,9 | 25,1 | 24,7  | 24,5 | 22,6 | 20,7 | 23,8 |
| Rekord min. hőmérséklet (°C)   | 9,4  | 12,8 | 15,0 | 17,8 | 18,9 | 17,8 | 18,9 | 18,9 | 20,0  | 17,2 | 12,2 | 10,0 | 9,4  |
| Átl. csapadékmennyiség (mm)    | 4    | 5    | 29   | 57   | 150  | 214  | 193  | 209  | 288   | 200  | 51   | 7    | 1406 |
| Forrás: Deutscher Wetterdienst |      |      |      |      |      |      |      |      |       |      |      |      |      |

## Galéria
| Képgaléria |
| --- |
| - Utcakép - A belváros egy képe - A városon átfutó 6-os főút - Buddhista szentély az út közepén - Hagyományos zenészek - Piackép - Hagyományos cölöpházak - Katolikus templom - A repülőtér termináljának belső tere |